# Радавниця
Радавниця (пол. Radawnica, нім. Radawnitz) — село в Польщі, у гміні Злотув Злотовського повіту Великопольського воєводства.
Населення — 1165 осіб (2011).
У 1975—1998 роках село належало до Пільського воєводства.

## Демографія
Демографічна структура станом на 31 березня 2011 року:
|          | Загалом | Допрацездатний вік | Працездатний вік | Постпрацездатний вік |
| -------- | ------- | ------------------ | ---------------- | -------------------- |
| Чоловіки | 604     | 149                | 421              | 34                   |
| Жінки    | 561     | 124                | 346              | 91                   |
| Разом    | 1165    | 273                | 767              | 125                  |